# Palazzo Murena
Il Palazzo Murena è un edificio storico di Perugia, in Umbria.
Sito in piazza dell'Università, è sede dell'Università degli Studi di Perugia.

## Storia
In questo stabile si trasferirono i monaci Olivetani nel 1740 dopo aver fatto demolire, nel 1739, circa quindici case che erano nei dintorni. Il 28 luglio 1740 l'abate Giorgio Cesarei posò la prima pietra del monastero. Il complesso monastico, chiamato Monte Morcino Nuovo, fu disegnato in origine da Luigi Vanvitelli e poi da Carlo Murena il quale diresse tutti i lavori.
Dopo la Restaurazione, Luigi Canali, all'epoca magnifico rettore dell'Università degli Studi di Perugia, ottiene da papa Pio VII che il Convento accogliesse in maniera definitiva l'ateneo: ancora oggi lo stabile accoglie il rettorato, gli uffici amministrativi e la biblioteca dell'università perugina.

## Descrizione
Nella facciata principale l'edificio mostra la cappella rinascimentale degli Olivetani, sormontata dai simboli dei monaci che la edificarono: il monte Oliveto con i rami di olivo. Fino al 1958 fu destinata al conferimento delle lauree; in quell'anno, l'allora rettore Giuseppe Ermini la restituì al culto come Chiesa per gli studenti e i docenti. L'ingresso principale del palazzo reca la scritta: STUDIUM GENERALE CIVITATIS PERUSII. Una porta dà l'ingresso al palazzo, alla destra di quello della Chiesa. Nel vestibolo si legge l'iscrizione: 
Davanti a questa c'è la sala dove l'ispettore riceve le iscrizioni degli studenti. Si entra quindi in quattro corridoi che recingono un vasto cortile quadrilatero. Nel primo corridoio alla sinistra di chi entra, sono presenti varie camere per bidelli e custodi; il secondo e il terzo contengono le scuole mentre il quarto, davanti all'ingresso, ha una porta che collega ad un passaggio comune alla Chiesa e alla sagrestia. Le iscrizioni e le lapidi sono disposte simmetricamente nei corridoi e sono spiegate da Giovan Battista Vermiglioli nelle sue Iscrizioni Perugine.